# Alberto Villar
Alberto Villar (Leiria, 2 de novembro de 1933 - Lisboa, 8 de agosto de 2020) foi um ator e encenador português.

## Biografia
Alberto Villar (ou José Alberto, nome artístico do início de carreira) iniciou a sua actividade como amador, em Leiria, no Grupo Miguel Joaquim Leitão. Como profissional, estreou-se na Companhia Rafael de Oliveira a 1 de outubro de 1959, onde permaneceu até 1963, percorrendo Portugal. Em Lisboa, onde se radicou, fez parte de inúmeras companhias como a de Vasco Morgado e a de Amélia Rey Colaço/Robles Monteiro. Casa com a atriz Lisette Frias de quem é viúvo.
Foi actor e encenador da Metrul-Produção e Espectáculo. Integrado no Teatro Experimental de Cascais, atuou em Espanha, Angola e Moçambique. De novo na Companhia Rafael de Oliveira fez uma digressão pelo país e junto das comunidades portuguesas radicadas em França. Foi também ao Canadá e E.U.A. na Companhia de Francisco Ribeiro.
Societário da Companhia Teatro de Todos os Tempos e da Companhia Independente de Teatro, percorreu todo o país e apresentou-se ainda na África do Sul e em França.
Teve inúmeras actuações em programas de teatro da RTP (estreia-se na televisão com a peça de teleteatro O Alfageme de Santarém em 1963) e da RDP (rádio). Em 1978, na reabertura do Teatro Nacional D. Maria II, ingressou no seu elenco, tendo participado, entre outros espectáculos, em: Auto da Geração Humana, Felizmente Há Luar, As Alegres Comadres de Windsor, Os Filhos do Sol, O Alfageme de Santarém, O Judeu, Rómulo, o Grande, Pedro, o Cru, Ciclo de Autores Portugueses, Auto de S. António, A Carroça do Poder, Fígados de Tigre, As Fúrias e Ricardo II.
Em 1982, como bolseiro do Ministério da Cultura, fez um estágio de Encenação e Régie, em Paris, no Théâtre National de Chaillot, sob a orientação de Antoine Vitez.
Foi ator residente e ainda delegado da Direção, diretor de produção e diretor de cena do Teatro Nacional D. Maria II, tendo saído da Companhia aquando da sua extinção.
Entretanto fez algumas participações na televisão e integrou espetáculos teatrais como: Oh, Que Ricos Dias (2003), Love Letters (2005) e 1755 - O Grande Terramoto (2006).
Em 2015 regressou ao Teatro Nacional D. Maria II integrando o espetáculo Cyrano de Bergeac.
Em 2016, fundou a Jafes-Produções levando á cena a peça Faz-te ao Largo que esteve em digressão.
Em 2017 participou na nova versão de Amália - O Musical no Teatro Politeama.
Morreu com 86 anos a 8 de agosto de 2020 em Lisboa.

## Televisão
- 1963 - O Alfageme de Santarém[3]
- 1963 - Carmosina[9]
- 1964 - Vamos Contar Mentiras[10]
- 1964 - A Ascensão de Joaninha
- 1964 - O Louco das Rosas
- 1966 - As Aventuras de Pasquale
- 1966 - Sete Pecados Mortais
- 1966 - O Fidalgo Aprendiz
- 1968 - O Espelho Grande da Vida
- 1968 - O Meu Coração Vive nas Terras Altas
- 1969 - Othelo
- 1969 - Transmissão Interrompida
- 1969 - A Flor de Esteva
- 1970 - De Noite Todos os Gatos São Pardos
- 1971 - O Que Vale um Homem
- 1975 - Fuenteovejuna
- 1994 - Sozinhos em Casa
- 1994 - O Rosto da Europa
- 1995 - Camilo & Filho Lda.
- 1999 - A Hora da Liberdade
- 2000 - Almeida Garrett
- 2001 - O Processo dos Távoras[11]
- 2002 - A Minha Sogra é Uma Bruxa[12]
- 2002 - Super Pai
- 2004 - Inspector Max
- 2011 - Liberdade 21
- 2011 - Pai à Força[13]

## Cinema
- 1967 - Operação Dinamite[14]

## Teatro (como ator)
- 1963 - Vamos Contar Mentiras - Teatro Monumental[15]
- 1964 - Macbeth - Teatro Nacional D. Maria II[4]
- 1965 - Sinhá Eufémia - Teatro Villaret[16]
- 1966 - Um Príncipe do Meu Bairro - Teatro Avenida[17]
- 1967 - A Casa de Irene - Teatro Monumental[18]
- 1967 - A Promessa - Teatro Monumental[19]
- 1973 - Fuenteovejuna - Teatro Experimental de Cascais[4]
- 1977 - Faustino Limitada - Teatro São Luiz
- 1984 - A Carroça do Poder - Teatro Nacional D. Maria II[20]
- 1999 - Frei Luís de Sousa - Teatro Nacional D. Maria II[4]
- 2000 - A Real Caçada ao Sol - Teatro Nacional D. Maria II[4]
- 2003 - Oh, Que Ricos Dias - Teatro São Luiz[4]
- 2005 - Love Letters - digressão[21]
- 2006 - 1755 - O Grande Terramoto - Teatro da Trindade[4]
- 2008 - West Side Story - Teatro Politeama[22]
- 2010 - Sabina Freire - Dramax-Oeiras [23]
- 2012 - Arsénico e Rendas Velhas - Teatro Experimental de Cascais[24]
- 2015 - Cyrano de Bergerac - Teatro Nacional D. Maria II[5]
- 2016 - Faz-te ao Largo - digressão[6]
- 2017 - Amália - O Musical - Teatro Politeama[7][25]